# Campionati europei di atletica leggera 2014 - 800 metri piani femminili
La gara degli 800 metri piani femminili si è tenuta il 13, 14 e 16 agosto 2014.

## Risultati

### Batterie
I primi 3 di ogni batteria e i migliori 4 tempi vanno in semifinale.
| Pos | Batt | Corsia | Nome                  | Nazione       | Tempo   | Note  |
| --- | ---- | ------ | --------------------- | ------------- | ------- | ----- |
| 1   | 1    | 5      | Alison Leonard        | Gran Bretagna | 2:01.47 | Q     |
| 2   | 4    | 4      | Lynsey Sharp          | Gran Bretagna | 2:01.55 | Q     |
| 3   | 2    | 4      | Maryna Arzamasava     | Bielorussia   | 2:01.56 | Q     |
| 4   | 4    | 2      | Vania Stambolova      | Bulgaria      | 2:01.60 | Q     |
| 5   | 4    | 8      | Joanna Jóźwik         | Polonia       | 2:01.61 | Q     |
| 5   | 1    | 6      | Yekaterina Poistogova | Russia        | 2:01.61 | Q     |
| 7   | 1    | 7      | Lovisa Lindh          | Svezia        | 2:01.73 | Q, PB |
| 7   | 4    | 1      | Lenka Masná           | Rep. Ceca     | 2:01.73 | q     |
| 9   | 1    | 2      | Justine Fedronic      | Francia       | 2:02.01 | q     |
| 10  | 1    | 4      | Aníta Hinriksdóttir   | Islanda       | 2:02.12 | q, SB |
| 11  | 2    | 8      | Selina Büchel         | Svizzera      | 2:02.14 | Q     |
| 12  | 2    | 3      | Jessica Judd          | Gran Bretagna | 2:02.30 | Q     |
| 13  | 2    | 7      | Trine Mjåland         | Norvegia      | 2:02.62 | q     |
| 14  | 2    | 6      | Sanne Verstegen       | Paesi Bassi   | 2:02.73 |       |
| 15  | 2    | 5      | Mihaela Nunu          | Romania       | 2:03.27 |       |
| 16  | 4    | 6      | Charline Mathias      | Lussemburgo   | 2:03.43 |       |
| 17  | 3    | 2      | Svetlana Rogozina     | Russia        | 2:03.80 | Q     |
| 18  | 3    | 4      | Renelle Lamote        | Francia       | 2:03.92 | Q     |
| 19  | 4    | 5      | Florina Pierdevara    | Romania       | 2:03.99 |       |
| 20  | 3    | 3      | Mirela Lavric         | Romania       | 2:04.06 | Q     |
| 21  | 3    | 7      | Angelika Cichocka     | Polonia       | 2:04.41 |       |
| 22  | 1    | 8      | Hedda Hynne           | Norvegia      | 2:05.08 |       |
| 23  | 3    | 5      | Marta Milani          | Italia        | 2:05.64 |       |
| 24  | 3    | 8      | Anastasiya Tkachuk    | Ucraina       | 2:06.89 |       |
| 25  | 2    | 1      | Liina Tšernov         | Estonia       | 2:07.95 |       |
| 26  | 4    | 7      | Egle Balciunaite      | Lituania      | 2:08.05 |       |
| 27  | 3    | 6      | Khadija Rahmouni      | Spagna        | 2:08.09 |       |
| 28  | 4    | 3      | Tugba Koyuncu         | Turchia       | 2:09.05 |       |
| 29  | 2    | 2      | Kim Baglietto         | Gibilterra    | 2:24.47 |       |
|     | 1    | 3      | Federica Del Buono    | Italia        | DNS     |       |

### Semifinali
| Pos | Batt | Corsia | Nome                  | Nazione       | Tempo   | Note  |
| --- | ---- | ------ | --------------------- | ------------- | ------- | ----- |
| 1   | 1    | 5      | Maryna Arzamasava     | Bielorussia   | 2:00.36 | Q     |
| 2   | 1    | 7      | Joanna Jóźwik         | Polonia       | 2:00.58 | Q, PB |
| 3   | 1    | 4      | Svetlana Rogozina     | Russia        | 2:00.83 | Q     |
| 4   | 1    | 2      | Mirela Lavric         | Romania       | 2:01.24 | q, SB |
| 5   | 2    | 3      | Lynsey Sharp          | Gran Bretagna | 2:01.32 | Q     |
| 6   | 2    | 4      | Yekaterina Poistogova | Russia        | 2:01.45 | Q     |
| 7   | 2    | 5      | Jessica Judd          | Gran Bretagna | 2:01.53 | Q     |
| 8   | 1    | 8      | Vania Stambolova      | Bulgaria      | 2:01.59 | q     |
| 9   | 2    | 8      | Selina Büchel         | Svizzera      | 2:01.80 |       |
| 9   | 2    | 6      | Lenka Masná           | Rep. Ceca     | 2:01.80 |       |
| 11  | 1    | 1      | Aníta Hinriksdóttir   | Islanda       | 2:02.45 |       |
| 12  | 2    | 1      | Lovisa Lindh          | Svezia        | 2:02.60 |       |
| 13  | 1    | 6      | Renelle Lamote        | Francia       | 2:03.90 |       |
| 14  | 2    | 2      | Trine Mjåland         | Norvegia      | 2:03.92 |       |
| 15  | 2    | 7      | Justine Fedronic      | Francia       | 2:04.39 |       |
|     | 1    | 3      | Alison Leonard        | Gran Bretagna | DNF     |       |

### Finale
| Pos | Corsia | Nome                  | Nazione       | Tempo   | Note |
| --- | ------ | --------------------- | ------------- | ------- | ---- |
| 1   | 5      | Maryna Arzamasava     | Bielorussia   | 1:58.15 | EL   |
| 2   | 6      | Lynsey Sharp          | Gran Bretagna | 1:58.80 | PB   |
| 3   | 8      | Joanna Jóźwik         | Polonia       | 1:59.63 | PB   |
| 4   | 3      | Yekaterina Poistogova | Russia        | 1:59.69 |      |
| 5   | 4      | Svetlana Rogozina     | Russia        | 2:00.76 |      |
| 6   | 1      | Vania Stambolova      | Bulgaria      | 2:00.91 | PB   |
| 7   | 7      | Jessica Judd          | Gran Bretagna | 2:01.65 |      |
| 8   | 2      | Mirela Lavric         | Romania       | 2:09.25 |      |